# Wilbur Smith
Wilbur Addison Smith (Broken Hill, Rodésia do Norte, hoje Kabwe, Zâmbia, 9 de janeiro de 1933 - 13 de novembro de 2021) foi um escritor britânico nascido na Zâmbia. Muitas das obras de Smith tratam da região sul da África, de suas aventuras e de suas intrigas internacionais.

## Biografia
Smith nasceu na Rodésia do Norte, (hoje Zâmbia), assim como sua irmã mais nova Adrienne, filho de Elfreda e Herbert James Smith. Ele foi nomeado devido ao aviador Wilbur Wright.
Seu pai Herbert era um metalúrgico que abriu uma fábrica de chapas metálicas e depois criou uma fazenda de gado de 25 000 acres (10 000 ha) nas margens do rio Kafue perto de Mazabuka (Zâmbia), comprando várias fazendas separadas. "Meu pai era um homem duro", disse Smith. "Ele estava acostumado a trabalhar com as mãos e tinha braços massivamente desenvolvidos de cortar metal. Ele era um boxeador, um caçador, um homem muito homem. Acho que ele nunca leu um livro em sua vida, incluindo os meus".
Quando bebê, Smith ficou doente com malária cerebral por dez dias, mas se recuperou completamente. Junto com sua irmã mais nova, ele passou os primeiros anos de sua vida na fazenda de gado de seus pais, compreendendo 12 000 hectares (30 000 acres) de floresta, colinas e savana. Na fazenda seus companheiros eram os filhos dos trabalhadores da fazenda, pequenos meninos negros com os mesmos interesses e preocupações de Smith. Com seus companheiros, ele percorria o mato, caminhando, caçando e capturando pássaros e pequenos mamíferos. Sua mãe adorava livros, lia para ele todas as noites e depois lhe dava romances, o que despertou seu interesse pela ficção; no entanto, seu pai o dissuadiu de continuar escrevendo.

### África do Sul
Depois de se mudar para a África do Sul ele frequentou a Rhodes University em Grahamstown, África do Sul e se formou como Bacharel em Comércio em 1954. 

### Morte
Smith morreu inesperadamente em 13 de novembro de 2021 em sua casa na Cidade do Cabo (África do Sul); ele tinha 88 anos. Seu site anunciou que "Ele deixa para trás um tesouro de romances, bem como livros em co-autoria concluídos e ainda a serem publicados e esboços para histórias futuras".

## Séries literárias

### Série Courtney
(ordem temporal)
1. Birds of Prey (1997)
2. Golden Lion (2015) (com Giles Kristian)
3. Monsoon (1999)
4. The Tiger's Prey (2017) (com Tom Harper (escritor))
5. Blue Horizon (2003)
6. Ghost Fire (2019) (com Tom Harper (escritor))
7. When the Lion Feeds (1964)
8. The Triumph of the Sun (2005)
9. King of Kings (2019)
10. The Sound of Thunder (1966)
11. Assegai (2009)
12. The Burning Shore (1985)
13. War Cry (2017) (com David Churchill)
14. A Sparrow Falls (1977)
15. Power of the Sword (1986)
16. Courtney's War (2018)
17. Rage  (1987)
18. Golden Fox (1990)
19. A Time to Die (1989)

- Storm Tide (2022) (com Tom Harper (escritor))

### Série Ballantyne
1. A Falcon Flies (1980)
2. Men of Men (1981)
3. The Angels Weep (1982)
4. The Leopard Hunts in Darkness (1984)
5. The Triumph of the Sun (2005)
6. King of Kings (2019) (com Imogen Robertson)

### Série Antigo Egito
1. River God (1993)
2. The Seventh Scroll (1995)
3. Warlock (2001)
4. The Quest (2007)
5. Desert God (2014)
6. Pharaoh (2016)
7. The New Kingdom (2021) (com Mark Chadbourn)